# Aristolochia urbaniana
Aristolochia urbaniana är en piprankeväxtart som beskrevs av Paul Hermann Wilhelm Taubert. Aristolochia urbaniana ingår i släktet piprankor, och familjen piprankeväxter. Inga underarter finns listade i Catalogue of Life.